# NeS
Pour les articles homonymes, voir Nes.
NeS, de son vrai nom Eliott Van den Steene, est un rappeur français né le 1er décembre 2003 à Ivry-sur-Seine dans le Val-de-Marne. Il fait partie de la nouvelle vague du rap francophone appelé New Wave,.

## Biographie

### Enfance et origines
NeS naît sous le nom de Eliott Van den Steene le 1er décembre 2003 à Ivry-sur-Seine dans le Val-de-Marne,.
Dans sa jeunesse, NeS écoute beaucoup de musique, et de nombreux styles : new wave anglaise, pop, rock, électro, classique, French Touch... et aussi du rap, notamment les Américains Eminem et XXXTentacion, ainsi que la Sexion d’Assaut, Kaaris, Gradur et Caballero & JeanJass pour le côté francophone.
Avant de rapper de lui-même, NeS commence par écrire des textes. « C’était plus pour écrire, avoir des formules, des trucs assez littéraires ». Une fois qu'il se met petit à petit dans le rap, il connaît des difficultés et des doutes : « J’étais vraiment solo dans mon truc (...). C’est ça qui était assez dur : tu ne peux pas te comparer à quelqu’un (...), tu fais ton truc, tu le sors sur Soundcloud, et les gens disent que c’est naze. Tu n’as pas vraiment de groupe qui se crée, tu ne peux pas t’entraîner avec d’autres gens ».

### Carrière

#### Débuts (2019-2021)
La carrière de NeS se lance véritablement en 2019. Cette année-là, il songe pourtant à arrêter la musique. « Je me disais : ”Tu fais des sons, mais pour aller où ? T’as pas de beatmaker, t’as pas d’équipe...“ ». Il s'associe ensuite au rappeur Deemax, rencontré dans une colonie mais perdu de vue depuis plusieurs années.
Jusqu'en 2021, il ne sort rien de très élaboré. « Je m’enregistrais comme de la merde et je sortais ça sur Soundcloud (...). Et je mixais sans savoir ce que c’était de mixer. Je mettais des EQ, des effets mais je ne savais pas ce que c’était (...). Tout ça sur des typebeats, des trucs que je trouvais sur YouTube ». C'est dans ce contexte que sort Offline en septembre 2020, un projet de cinq titres, et sa suite de neuf nouveaux morceaux Offline part.2 en janvier 2021.
En août 2021, NeS dévoile la mixtape N.E.S vol.1, un projet de douze titres comprenant deux featurings avec Deemax, trois avec Rotolini et un avec Tiny BRD.

#### Trois projets en un an (2022)
En janvier 2022, NeS sort son quatrième projet intitulé Cosmic. Cet EP de huit morceaux propose notamment une collaboration avec Yvnnis et une autre avec Luther. En avril, ses auditeurs découvrent les quatre titres de l'EP CQSS et notamment le titre éponyme sur lequel est a nouveau invité Yvnnis.
A la fin de l'été 2022, NeS sort un EP de neuf titres intitulé LA COURSE qui séduit la critique et lui permet de gagner des auditeurs. Un mois plus tard, NeS se produit à La Boule Noire de Paris devant 200 personnes et les médias spécialisés, comme Grünt et Booska-P, s'intéressent gentiment à lui. Et quelques mois plus tard encore, le voilà qui remplit La Cigale en moins de 24 heures pour un concert en septembre 2023.

#### Ca va aller(2023)
En avril 2023, NeS dévoile l'EP CA VA ALLER. Selon l'Aabcd du son, « NeS trace sa voie la tête froide mais le coeur ardent, où ses silences entre deux rimes disent autant que ses confessions et ses coups de menton ». Il explore de nouvelles sonoritéàs electro et lo-fi et invite Yvnnis et Deemax.

#### Pour de vrai(2024)
A la fin du mois de mars 2024, NeS partage les quatre titres de POUR DE VRAI, où figure Mairo. En octobre, ce projet est étendu à dix titres sous le nom de POUR 2 VRAI, avec deux nouvelles collaborations, avec Bushi et Prince Waly, et forme son premier album.

## Discographie

### Album studio
- 2024 : Pour 2 vrai

### Mixtapes
- 2021 : N.E.S vol.1
- 2022 : La Course
- 2023 : Ca va aller

### EPs
- 2022 : Cosmic
- 2022 : CQSS
- 2024 : Pour de vrai

### Apparitions
- 2022 : 94 Connexion - Yvnnis & Lil Chick
- 2022 : Dans l'thème - Lyre & Dofia, avec Gemen et Yvnnis
- 2022 : Mauvaise Liaison - Lyre
- 2022 : Magie à Paris - Ajna
- 2022 : Certifié - Yvnnis
- 2023 : Marche C - Caballero & JeanJass, avec Yvnnis
- 2023 : Jetlag - Planaway
- 2023 : Larousse - Mairo, avec Wallace Cleaver
- 2023 : Brooklyn Bridge - Zeu
- 2023 : Osef - Keroué
- 2024 : Fish-Eyes - Lyre
- 2024 : Trash - Deemax
- 2024 : Yeux qui gouttent - Deemax
- 2024 : La 3éme fois - Deemax
- 2024 : De Belleville à Tbilissi - Deemax, avec Ajna
- 2025 : 1 sur 2 - Bushi

## Style
Pour Radio France, NeS est caractérisé par "ses sons déstructurés, comme heurtés, ses prods minimales [et] son phrasé haché coupé", ainsi que "des prods futuristes boostées par un flow à l'ancienne".